# Таддео Гадді
Таддео Гадді (нар.1300 — пом.1366) — італійський художник та архітектор часів Проторенесансу.

## Життєпис
Походив з відомої флорентійської родини художників Гадді. Син Гаддо Гадді. Спочатку Таддео навчався у свого батька. Згодом, у 1313 році, переходить до майстерні Джотто. Тут він працює до 1330 року, коли стає самостійним художником.
У 1328—1338 роках виконує низку робіт для базиліки Санта-Кроче у Флоренції. після стає досить відомим художникам, отримуючи численні замовлення не лише у Флоренції, а й по всій Італії. Втім Таддео не залишає рідного міста, тільки іноді виконує замовлення за його межами. У 1342 році отримує замовлення на розпис крипти собору Сан-Міньято. У 1347 році його визнають найкращим художником Флоренції. Працював Таддео Гадді до самої смерті у 1366 році.

### Творчість

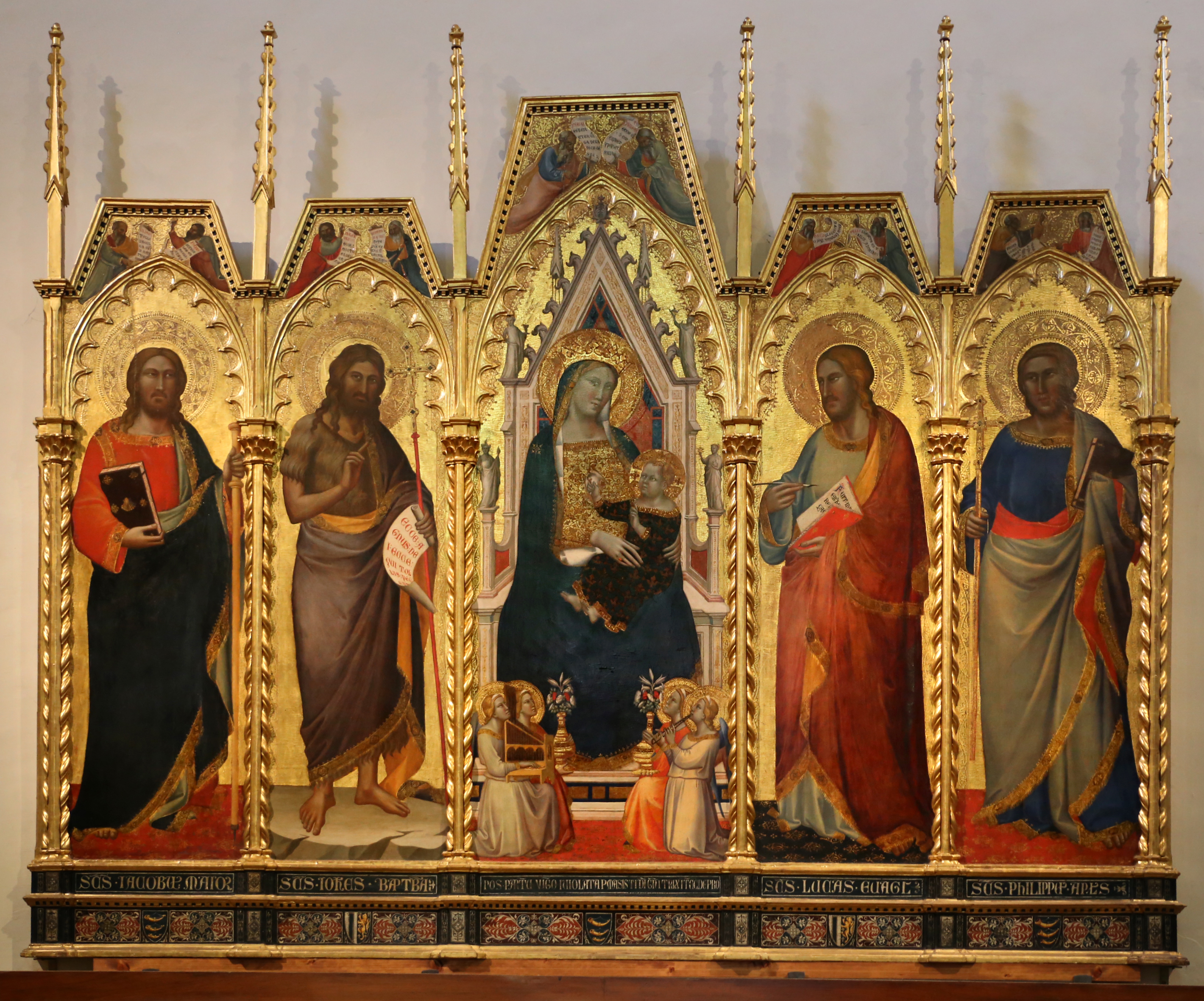
Поліптих для Церкви Санта Фелічіта, Флоренція

Попервах наслідував своєму вчителю Джотто. Згодом виробив власний неповторний стиль. Особливістю його є застосування ефекту нічного світла, що було новаторським для Італії у XIV ст. Картини та фрески величні та урочисті. Особливістю також є наявність м'яких й ніжних рис обличь, вони живіші, ліричні й насичені кольорами, ніж у Джотто. Був майстром ілюзії, в його роботах простежується посилення абстракції, символічний характер змісту.
Мав пізнання в архітектурі. Таддео Гадді очолював також роботи з будівництва соборної дзвіниці у Флоренції, а також самого Флорентійського собору.
Праці:
- Життя Богородиці. Каплиця Барончелі у базиліці Санта-Кроче, 1328—1338 роки
- Розпис панелів корпусу у ризниці базиліки Санта-Кроче, Флоренція, 1333—1334 роки
- Таємна вечеря. Трапезна монастиря Санта Кроче.
- Поліптих Стефанесчі, Рим.
- Мадонна
- Поклоніння волхвів, 1328—1330 роки
- Мадонна з немовлям, янголами та святими
- Мадона у Прато
- Вівтар церкви Санта Фелічіта, Флоренція
- Розп'яття. Церква Сан Джорджа а Рубалла, Флоренція. 1340—1345 роки
- Сцени з життя Йова. Кампосанто. Піза. 1341—1342 роки.
- Життя Святого Франциска, церква Святого Франциска у Пізі, 1342 рік
- вівтар для собору Сан Джованні Фуорчівіта, Пістоя, 1350—1353 роки
- Розп'яття. Флоренція, 1355—1360 роки.
- Мадонна зі святими, Неаполь, 1366 рік.

## Родина
Ім'я дружини невідоме. Мав чотирьох синів: Джованні, Аньоло, Ніколо, Зеновія. Перші три стали учнями батька, представниками флорентійської школи.